# Большой Фонтан (Одесса)

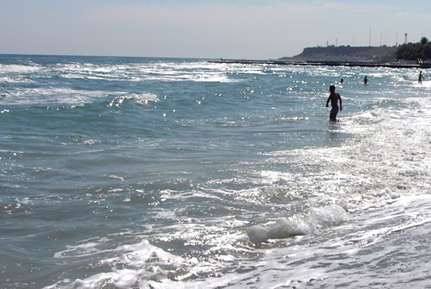
Пляж на Большом Фонтане

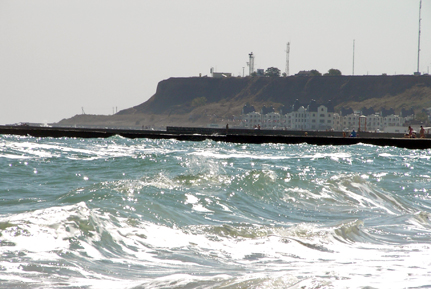
Мыс Большой Фонтан

Большой Фонтан — один из самых крупных и популярных приморских курортных районов Одессы, располагающийся в южной части города.

## Происхождение названия
Названия Малый, Средний и Большой Фонтан связаны с геологическими особенностями местности, на которой они расположены. На Одесском побережье из-под понтийских известняков выходят сильно минерализованные подпочвенные воды, местами прямо на пляже. В отсутствие водопровода наличие таких источников было важным условием существования поселений в степи. В XVIII веке оборудованные источники питьевой воды называли фонталами (от молд. fântână — источник, колодец), что позднее трансформировалось в фонтаны.
В первой половине XIX века в южной приморской части Одессы возникли дачные посёлки вокруг трёх самых крупных источников. Самый южный посёлок был назван Большим фонтаном. Такое же имя получил и соседний мыс.

## История Большого Фонтана

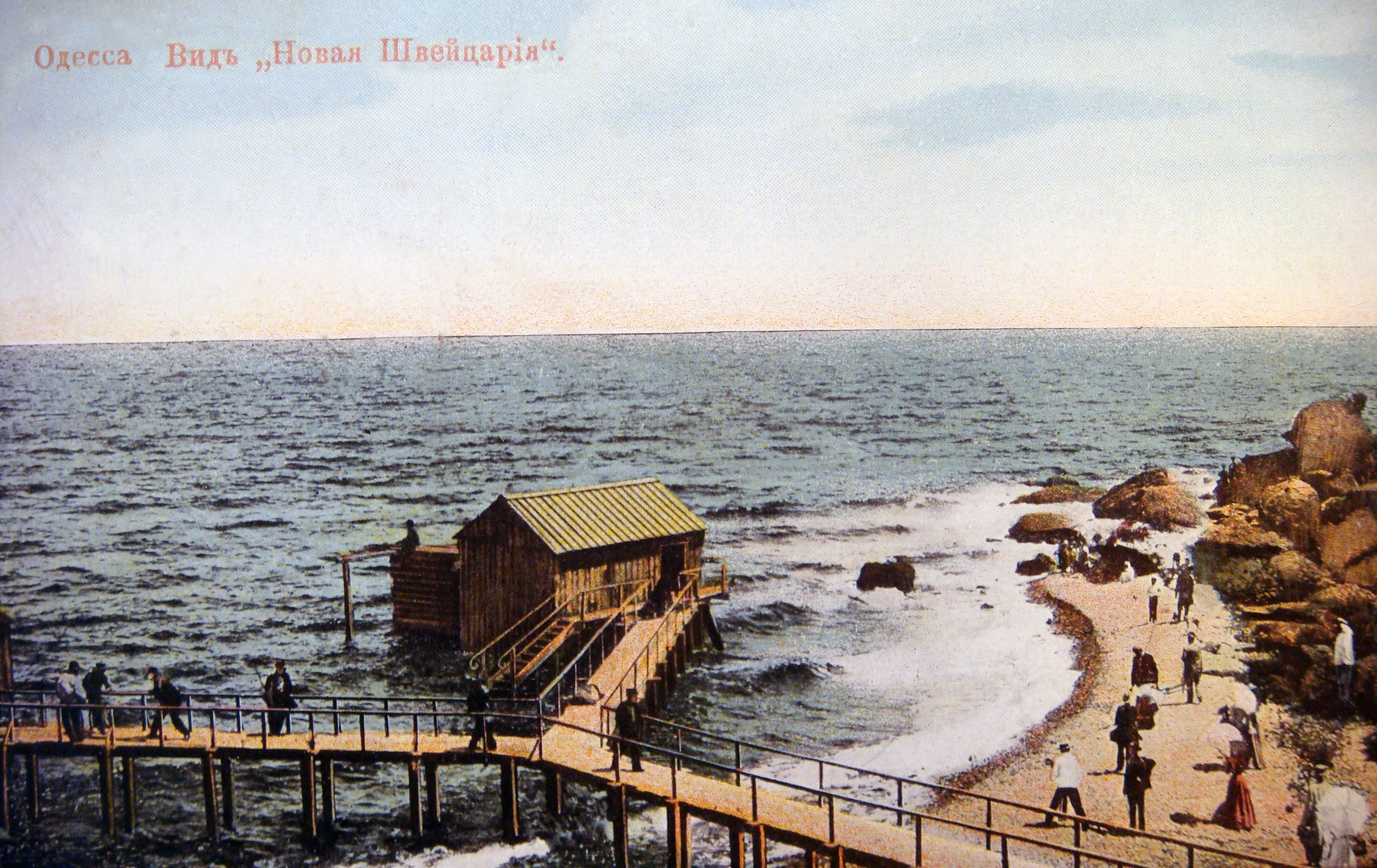
Почтовая открытка начала XX века. Берег «Новой Швейцарии» (район 10-й — 12-й станций Большого Фонтана).

В шестнадцати километрах от центра Одессы находится селение Большой Фонтан. Оно гораздо старше Одессы — люди в очень давние времена обратили внимание на Золотой берег — сбегающая к морю улочка сохранила это название. […] В конце XIX века путеводители характеризуют Большой Фонтан как «нечто среднее между селом и дачным местом». Здесь «дачники нанимают все избы». Хотя условия проживания были куда хуже, чем, скажем, в Аркадии, «зато недорого: 40—50 руб. с комнаты за весь сезон». […] Границы Большого Фонтана расплывчаты. Считалось, что он «начинается от „Новой Швейцарии“ (район 12-й станции) и оканчивается мужским монастырём». Население делилось на аборигенов (местных), живущих в избах, и дачевладельцев.

## Где начинается и заканчивается Большой Фонтан?
«Большой Фонтан» — это прилегающая к морю местность приблизительно от 11-й станции Большого Фонтана до Дачи таганрогского купца Тимофея Ковалевского (на улице Дача Ковалевского-93 располагался пионерлагерь «Виктория», ныне санаторий «Мрия»), от пляжа «Чайка» до пляжа «Золотой Берег», также в «Большой фонтан» включают соседние курорты.

## Большой Фонтан в литературных произведениях
О Большом Фонтане писали многие. Этот уголок Одессы вдохновлял и писателей, и поэтов, и живописцев, и людей других творческих профессий.

…я не пошёл к Днестровскому лиману, а решил идти вдоль морского берега по заброшенным Фонтанам до последней станции трамвая. Эта станция называлась «Дача Ковалевского». По своей привычке никогда не ездить вслепую я достал книгу «Старая Одесса» и прочел в ней все, что относилось к даче Ковалевского. Делал я это из тех соображений, что даже небольшое предварительное знание тех мест, где мы собираемся жить, заставляет нас относиться к ним гораздо внимательнее, чем если бы ничего о них не знали. В «Старой Одессе» я вычитал, что некий одесский одинокий богач Ковалевский купил кусок сухой прибрежной степи, построил над морем дом и рядом с ним — высокую круглую башню, похожую на маяк. У башни этой не было никакого назначения. Ковалевский построил её, как говорят дети, «просто так», из прихоти. Он несколько раз пил на верхней площадке этой башни чай, а потом наконец бросился с башни и разбился насмерть. Дом быстро превратился в руины. Никто не хотел покупать громоздкое и мрачное сооружение, а башня сохранилась и упоминалась во всех лоциях-руководствах для плавания по Чёрному морю. Оказывается, эта башня была хорошим ориентиром при подходе к Одессе. Поэтому башню охраняли и не позволяли разбирать по камням. Я знал, что рядом с башней Ковалевского было несколько пустующих дач, и решил поселиться на любой из них, какая мне больше понравится. Я шёл из Одессы до дачи Ковалевского медленно и долго. Вышел я с Черноморской, как только начало светать. Хотя по пути ничего не случилось, но я запомнил дорогу от города до дачи Ковалевского так подробно, что потом в любой день и час мог проследить её по памяти шаг за шагом. Я полюбил эту дорогу и много раз после этого в разные годы добирался туда из Одессы пешком, хотя уже ходили трамваи и автобусы и даже носились, пыля, такси. Вся прелесть этой дороги, вся её власть надо мной объяснялась близостью моря. Нигде эта дорога не отходила от берегового обрыва настолько далеко, чтобы не было слышно шума волн и запаха водорослей.— Константин Паустовский. «Время больших ожиданий»

За Малым и Средним Фонтаном, вдоль Чёрного моря на юг тянется предместье Одессы — Большой Фонтан. В этом месте берег моря идёт крутыми высокими обрывами. Скалы, разбросанные кучами вдоль берега, простираются далеко в море. На высоком обрыве стоит башня маяка. Неподалёку расположен монастырь, а за монастырём — выгон, обсаженный акациями наподобие большого парка. Напротив монастыря стоит монастырская гостиница, а от неё узким оврагом идёт улица, обставленная небольшими домиками, выглядывающими из абрикосовых садиков. Из Одессы на Большой Фонтан проложена узкоколейка, вьющаяся между дачами, хуторами и садами до самого монастыря.
Оригинальный текст (укр.)
За Малим та Середнім Фонтаном понад Чорним морем на південь тягнеться передмістя Одеси, Великий Фонтан. В цьому місці берег моря йде крутими, високими кручами. Скелі, розкидані купами понад берегом під кручами, далеко розсипаються в морі. Над високою стрімкою кручею стоїть висока башта морської ліхтарні. Недалеко од неї біліє монастир; коло монастиря зеленіє вигін, суспіль засаджений обрідно акаціями, неначе здоровий парк. Проти монастиря стоїть монастирська гостиниця, а од неї в вузьку долинку йде вуличка, обставлена невеличкими домками, невеличкими крамницями, котрі неначе виглядають з зелених абрикосових садків. На Великий Фонтан ходять од Одеса поїзди вузенької залізної дороги, що в'ється поміж віллами, хуторами та садками до самого монастиря
— И. Нечуй-Левицкий. «Над Чёрным морем»
Районы Фонтан, Молдованка и Пересыпь упоминаются в песне «Шаланды, полные кефали».

## Кино и театр на Большом Фонтане
Этот живописный район Одессы богат также кинематографической и театральной историей.
В 1937—1938 годах на Больших Фонтанах под Одессой снимали фильм «Пётр Первый» по одноимённому роману Алексея Толстого, с Николаем Симоновым в главной роли.
Были на Большом Фонтане и свои театры.

Летние театры были непременной принадлежностью дачных районов города. В 1901 году архитектор Буркарт спроектировал деревянное, на пятьсот зрителей, здание летнего театра на Куяльницком лимане. Тогда же архитектору Ю. Дмитренко поручили построить летний театр по дороге к Ланжерону. Первый же в предместьях Одессы летний театр открыл режиссёр А. Сергеев на 16-й станции тогда ещё парового трамвая в 1892 году. Актёры играли тут на небольшой тускло освещённой сцене, а неприхотливая публика располагалась под дощатым навесом, куда долетал свисток пробегавшего рядом паровичка, музыка из соседнего ресторана и пыль, казалось, со всего Фонтана…
Дачи на Фонтанах стоили много дешевле, чем на Французском бульваре, потому и снимали их на лето люди среднего достатка, коих в нормальном обществе всегда больше, нежели других. А потому зал у Сергеева не пустовал. Зрелищный бизнес в местах массового отдыха уже тогда был настолько прибыльным делом, что деревянный театрик Сергеева потом уступил место специально выстроенному каменному зданию.

В 1901 г. деревянный театр снесли, а в 1906 инженер Б. Бауэр построил каменный театр на 650 зрителей. 1 июля 1914 г. здесь состоялся «Вечер поэтов» — Багрицкий, Катаев, Кесельман, Фиолетов и другие знаменитости. После революции можно было насладиться пьесой «Два мира» «члена реввоенсовета Н-ской дивизии (так в афише) тов. Рухимовича».

Слава Большого Фонтана как театрального уголка Одессы подтвердилась, когда летом 1928 г. сюда приехали актёры театра «Березиль» во главе со знаменитым Лесем Курбасом, где они «отдых совмещали с репетициями новых спектаклей».

## Курорт Большой Фонтан
Одесский курортный регион был одним из старейших и популярнейших ещё в Российской империи, а затем — в СССР. Фактически в Одессе и её окрестностях расположено семь курортов: Куяльник (Куяльницкий лиман), Хаджибей (Усатово , Хаджибейский лиман), Аркадия, Большой Фонтан, Лермонтовский, Лузановка и Черноморка. Каждый из них предлагает набор уникальных природно-климатических факторов, оказывающих благоприятное воздействие на людей.
Курорт Большой Фонтан охватывает территорию от 8-й до 16-й станции Большого Фонтана, то есть часть так называемого Среднего и собственно Большой Фонтан, а также близлежащие селения.
Оформился курорт Большой Фонтан только в послевоенные годы, когда по решению правительства УССР Украинским институтом проектирования городов («Гипроград») и Украинским институтом курортологии был составлен округ санитарной охраны этого курорта. Естественные лечебные ресурсы Большого Фонтана аналогичны другим приморским курортам. Это климатические факторы, море и пляжи, зелёные насаждения. Климат Большого Фонтана аналогичен климату Одессы. При этом средняя скорость ветров в районе Большого Фонтана ниже, чем в целом по Одессе, и ветровой режим на Большом Фонтане более благоприятен для климатолечения. Для курортного использования Большого Фонтана важное значение имеют такие его благоприятные особенности, как интенсивная солнечная радиация, бризы, а также хорошая вентиляция района, в степной части которого наблюдается сухость воздуха, умеряемая бризами.

## Список станций Большого Фонтана
В XIX веке в дачные районы Большого Фонтана горожане добирались при помощи конок, повозок или парового трамвая, который мало чем отличался от поезда, поэтому и остановки назывались «станциями». Проект электрического трамвая был утверждён Одесской городской думой в 1908 году, в том же году началось строительство, и в 1910 году были пущены первые линии. Основная масса линий проходила по существующим линиям конки, принадлежащим тому же Бельгийскому Обществу.
Представленный ниже перечень станций Большого Фонтана относится к трамвайному маршруту, и формально 1-я станция Большого Фонтана и последующие — вплоть до 10-й станции — не расположены в пределах собственно Большого Фонтана, а лишь представляют собой исторически сложившуюся топонимику транспортных маршрутов, ведущих на Большой Фонтан.
- - 1 станция БФ — ул. Канатная, угол пер. Матросова, расположены здания областной администрации, Пищевой академии, Аграрного университета.
  - 2 станция БФ — площадь, выход к пр. Гагарина, роддому № 1.
  - 3 станция БФ — телебашня ОГТРК, ул. Среднефонтанская, ул. Артиллерийская, рядом парк Космонавтов
  - 4 станция БФ — расположены ипподром, Юридическая академия, парк Победы, ул. Пионерская.
  - 5 станция БФ — начало Адмиральского проспекта, ул. Черняховского (→ на пл. 10 Апреля), расположен памятник летчикам-истребителям и сквер Героям-лётчикам.
  - 6 станция БФ — расположено кольцо трамвайных путей, мини-рынок, сквер Великой Отечественной войны, бювет.
  - 7 станция БФ — выход на улицу Посмитного, ведущую в Аркадию.
  - 8 станция БФ — рядом располагается ул. Каманина (бывшая Курчатова )
  - 9 станция БФ — архитектурно-скульптурная композиция «Похищение Европы», выход на ул. Авдеева-Черноморского
  - 10 станция БФ — пляж «Чайка», дорога выходит к побережью моря.
  - 11 станция БФ — выход на ул. Ляпидевского, кольцо 17 трамвая.
  - 12 станция БФ — выход на пляж, выходит на ул. Гаршина. Между 11-й и 12 станциями открывается вид на море.
  - 13 станция БФ — выход на пляж, единственная станция через которую ныне не проходит трамвай.
  - 14 станция БФ — выходит на пер. Дачный
  - 15 станция БФ — Майский пер., больница № 8
  - 16 станция БФ — пляж «Золотой берег», санаторий Горького, кольцо 18 и 19 трамваев.

## Выдающиеся жители
В Большом Фонтане 11 [23] июня 1889 года родилась Анна Андреевна Ахматова.